# 108-о средно училище „Никола Беловеждов“
108 СУ „Никола Беловеждов“ се намира в столичния квартал „Дружба-1“. В него се обучават ученици от 1 до 12 клас, както и деца в предучилищни групи.

## Обучение
При обучението се спазват основните принципи, върху които почива програмата за развитие на българското училищно обучение. Учителите се включват в програми за квалификация и преквалификация с оглед на нуждите на обучението в паралелките след VIII клас – паралелка с чуждоезиков профил, паралелка с профил „Предприемачество и бизнес“ (от септември 2009 г.), паралелка с профил „Стопански мениджмънт“ и непрофилирани паралелки. Преподавателите по икономическите дисциплини са висококвалифицирани икономисти.
Малките ученици до 4 клас печелят награди както на спортни първенства, така и на състезания, свързани в учебната дейност. През учебната година се провеждат екскурзии и зелени училища.
С влизането в сила на Закона за предучилищното и училищното образование, считано от 1 август 2016 г., 108. Средно общообразователно училище „Никола Беловеждов“ продължава дейността си като 108. Средно училище „Никола Беловеждов“.

## Специалности
Настоящи
- Технологичен – предприемачество и бизнес

Предишни
- Технологичен – стопански мениджмънт
- Туризъм
- Информатика и информационни технологии
- Чуждоезиков профил с разширено изучаване на английски и испански език

## Патрон
108 средно училище „Никола Беловеждов“ е открито през 1972 г. Патронът на училището Никола Беловеждов е в редиците на учителите и просветители на българския народ, наричани „народни будители“. Участник е в Априлското въстание.

## Директори
Списък на директорите, управлявали училището от неговото основаване до днес:
1. Вела Константинова (1972 – 1977)
2. Радка Аврамова (1977 – 1981)
3. Боряна Девенска (1981 – 1993)
4. Тодор Таслаков (1993 – 1996)
5. Тодорка Георгиева (1996 – 2005)
6. Ваня Джурова-Добрева (2005 – 2020)
7. Лилия Тодорова (2020 – настояще)